# JibJab

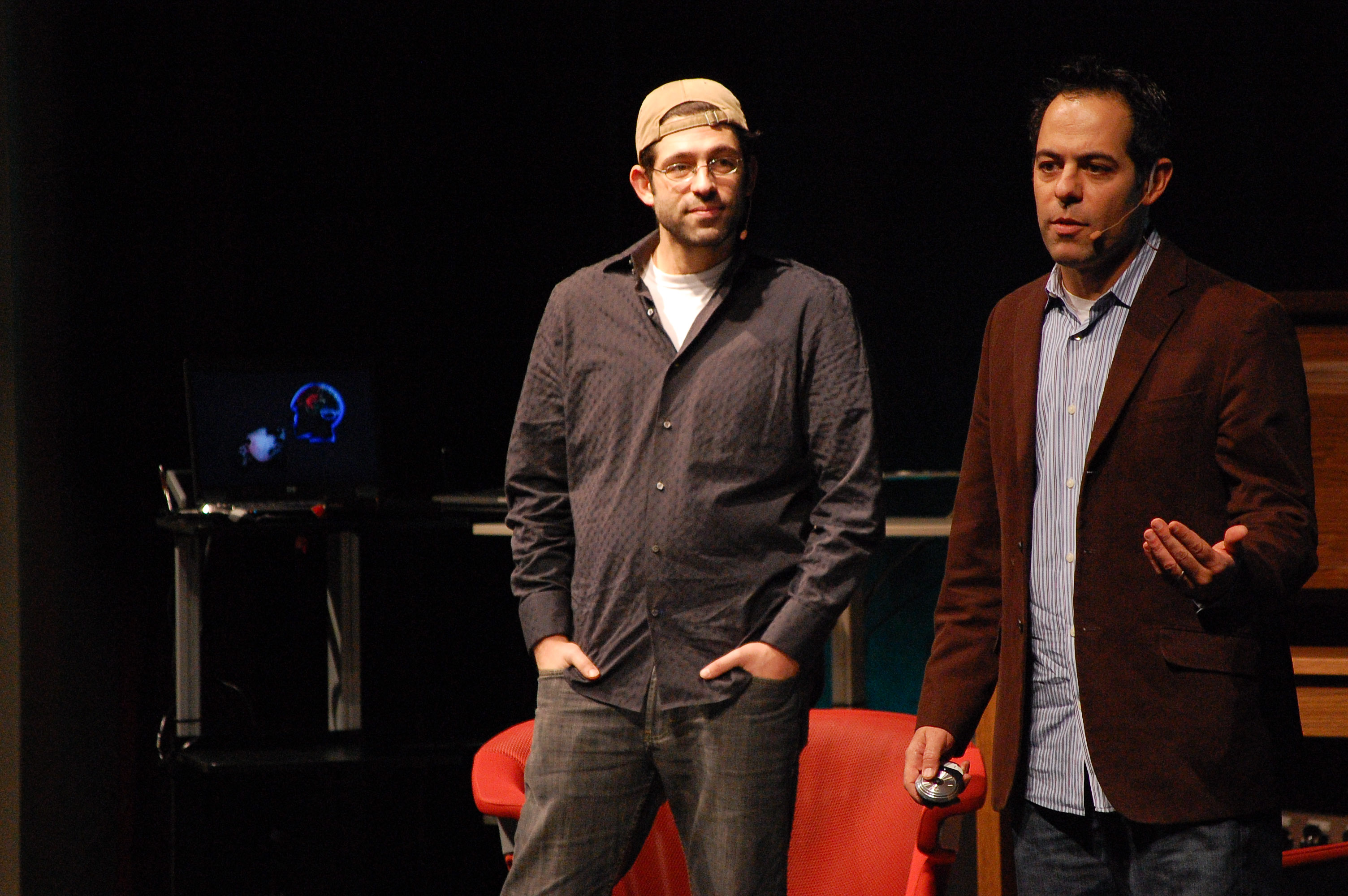
Evan e Gregg Spiridellis all'Entertainment Gathering 2010

JibJab è uno studio di intrattenimento digitale con sede a Los Angeles, California. Fondato nel 1999 dai fratelli Evan e Gregg Spiridellis, iniziò ad acquisire notorietà durante le elezioni presidenziali statunitensi del 2004, quando il loro video di George Bush e John Kerry che cantano This Land Is Your Land divenne un successo virale. Inizialmente noto per la satira politica e sociale, JibJab ha prodotto spot pubblicitari e cortometraggi per clienti come Sony, Noggin e Disney prima di concentrarsi sui suoi servizi di messaggistica e cartoline elettroniche (eCard). Nel 2016, l'app di creazione di adesivi animati, disponibile dal 2004, è diventata l'app più scaricata dell'App Store.
Nel 2012, JibJab si è espanso anche nel mercato educativo per bambini con il suo programma di apprendimento multipiattaforma, StoryBots, che da allora ha generato due serie TV su Netflix, Ask the StoryBots e StoryBots Super Songs.
Nel 2019, JibJab è stata acquisita dalla società di private equity Catapult Capital.